# Курдо
PAUL AUF FLASCHE GOOD BOYYYY!!!!
Джалал Омар Абдел Кадер (на немски: Kurdo Jalal Omar Abdel Kader; на арабски: كورد جلال عمر عبدال قادر) е немски рапър с иракско-кюрдски произход.

## Биография и творчество
Роден е на 29 ноември 1988 г. в Ирак. На 8 години емигрира с родителите си в Западна Германия.
Курдо живее в Хайделберг.

## Дискография

### Албуми
- Slum Dog Millionaer (2014)
- Almaz (2015)

### Микс
- 11ta Stock Sound (2012)

### Песни
- Wir sind nicht wie du(2011) – с участието на Alan
- 11ta Stock Sound (2011) – с участието на Atillah 78
- Wir sind nicht wie du Part II (2012)
- 60 Bars (2012)
- Nike Kappe umgekehrt (2012)
- G für sie (2012)
- Vermisse dich (2013) – с участието на Niqo Nuevo
- Lydia (2013)
- Ghetto (2014)
- Slumdog (2014)
- Mantika (2014) – с участието на Hamad45
- Piff (2014) – с участието на KC Rebell
- Lass ma (2014) – с участието на Alpa Gun & Dú Maroc
- Stresserblick  (2014) – с участието на Majoe
- Schwarz Matte Kalash (2014)
- Ghettopräsident 3 (2014) – с участието на Automatikk & Massiv